# Энегельм, Фёдор Петрович
Энеге́льм Фёдор Петро́вич (1838 — 1897, Санкт-Петербург) — контр-адмирал, командир порта Владивосток. Кавалер орденов Святой Анны 2-й степени, Святого Станислава 2-й степени, Святого Владимира 4-й степени с бантом и японского ордена Восходящего солнца 3-й степени.

## Семья
Родители: Аудитор Пер Габриэль Андерс аф Энегельм (Per Gabriel Anders af Enehielm) (1797-?) и Вильгемина Генриэтта Уггла (Wilhemina Henrietta Uggla). Род вписан в книгу Финляндского рыцарства. Известно о рождении двух сыновей: Gustaf Eckhard Maximilian и Kurt Fredrik Leonhard (на русской службе — Фёдор Петрович) и дочери Evelina Wilhelmina.
С 23 февраля 1870 года женат на Екатерине Александровне Румянцевой (30.03.1852—23.03.1924). Похоронена в Мухрани, Грузия.
Дети: Леонид (1871—30.8.1878), Варвара (1873—25.4.1878), Екатерина (1877—1963). Леонид и Варвара в детском возрасте умерли от болезни во Владивостоке. Дочь Екатерина училась в Смольном институте (1889—1993). 24 апреля 1904 вышла замуж за князя Давида Георгиевича Багратион-Мухранского.

## Биография
Родился 7 мая 1838 года в Rudum Skeggas общины Лапинъярви провинции Уусимаа (Финляндия). Крещён 4 июня 1838 года. При рождении получил имя Курт Фредрик Леонгард аф Энегельм (швед. Kurt Fredrik Leonhard af Enehielm). Вписан в книгу Финлядского рыцарского дома под № 154, что было подтверждено выпиской от 9 марта 1844 года. 6 марта 1844 года прошёл медицинскую комиссию, подтвердившую его совершенное здоровье и отсутствие препятствий для поступления в Александровский Институт в Санкт-Петербурге, куда он вскоре и поступил в Морской Корпус.

## Служба
В службу вступил в 1854 году. С 1856 года — мичман, с 1862 года — лейтенант.
По окончании курса артиллерийского отряда, в 1865 году зачислен в должность вахтенного начальника на корвет «Аскольд», с которым отправился на Дальний Восток России. С 1868 года по 1872 год командовал транспортом «Японец».
В 1872 году произведён в чин капитан-лейтенанта, с 1873 года командовал транспортом «Манджур».
В 1877 году награждён орденом Святого Станислава 2-й степени.
С 1880 по 1885 командовал клипером «Абрек». В 1881 году произведён в чин капитана 2-го ранга, в сентябре 1882 года за 25 лет беспорочной службы награждён орденом Святого Владимира 4-й степени с бантом. В 1883 году награждён орденом Святой Анны 2-й степени. В 1884 году провёл научную экспедицию у Шантарских островов. В ходе неё в честь командира «Абрека» Ф. П. Энегельма были названы мыс и тихая гавань, где суда могли укрыться от непогоды. 4 марта 1885 года приказом № 24 капитану 2-го ранга Ф. П. Энегельму была объявлена благодарность «за сохранение здоровья экипажа в плавании поздней осенью 1884 года в Охотском море». 1 сентября 1885 года приказом № 244 Ф. П. Энегельм был назначен на должность командира Сибирского флотского экипажа.
В 1886 году произведён в капитаны 1-го ранга.
С 1888 по 1889 год командовал броненосной батареей «Не тронь меня». В 1889 году переведён командовать корветом «Витязь», в этом же году награждён японским орденом «Восходящего солнца» 3-й степени.
С 1889 по 1890 год командовал броненосным фрегатом «Минин». Также в 1890 году сначала назначен командовать фрегатом «Адмирал Грейг», а затем назначен исполнять обязанности командира строящегося крейсера «Рюрик» до 1891 года.
21 апреля 1891 года произведён в чин контр-адмирала. С 1 января 1892 года — младший флагман, причислен к 7-му флотскому экипажу.
С 1896 года — комендант Владивостокского порта. 24 октября 1896 — младший флагман флота.
Умер Фёдор Петрович 20 января 1897 года. Похоронен в Санкт-Петербурге.

## Память
В честь Энегельма назван один из рейдов острова Феклистова, из группы Шантарских островов. Координаты рейда 54°55,685'N; 136°45,435'E.
Также в честь него назван  остров Энгельма, недалеко от Русского острова в Приморском крае.